# Samarang (plaats)
Samarang is een bestuurslaag in het regentschap Garut van de provincie West-Java, Indonesië. Samarang telt 8771 inwoners (volkstelling 2010).